# Лінійна алгебрична група
У математиці, лінійною алгебричною групою називається підгрупа групи оборотних матриць розмірності n×n  (з операцією множення матриць), що задається поліноміальними рівняннями. Еквівалентно лінійною алгебричною групою називається афінний многовид, що одночасно є групою операції на якій є морфізмами афінних многовидів. Еквівалентність двох означень є одним з найважливіших результатів теорії цих груп.
Головними прикладами лінійних алгебричних груп є деякі класичні групи Лі, для яких поле є дійсним чи комплексним полем. Наприклад, будь-яка компактна група Лі може розглядатися як група дійсних точок дійсної лінійної алгебричної групи, завдяки теоремі Петера — Вейля.
Теорія лінійних алгебричних груп значно залежить від поля над яким ці групи задані, як афінні многовиди. Для алгебрично замкнутих полів (особливо характеристики 0) лінійні алгебричні властивості мають багато спільного з групами Лі. Для довільних полів теорія є складнішою і не настільки добре вивченою. У перших розділах статті описуються властивості для алгебрично замкнутих полів.

## Історія
Теорія лінійних алгебричних груп виникла з потреб розв'язування лінійних диференціальних рівнянь в квадратурі (так звана теорія Галуа диференціальних рівнянь) наприкінці 19 століття у працях Софуса Лі, Людвіга Маурера, Вільгельма Кіллінга, Елі Картана і початкове вивчення лінійних алгебричних груп над полем комплексних чисел проводилося по аналогії з теорією груп Лі методом алгебр Лі. Лінійна алгебрична група {\displaystyle G} над полем комплексних чисел {\displaystyle \mathbb {C} } може розглядатися як аналітична підгрупа групи {\displaystyle GL_{n}(\mathbb {C} )}.
Методи теорії алгебричних груп і алгебр Лі в середині 20 століття були істотно вдосконалені і узагальнені Клодом Шевальє, що дозволило йому застосувати їх до вивчення лінійних алгебричних груп над довільними полями нульової характеристики. Для полів ненульової характеристики метод алгебр Лі є менш ефективним, так що природно виникла необхідність глобального дослідження лінійних алгебричних груп з допомогою методів алгебричної геометрії. Основи глобального дослідження лінійних алгебричних груп були закладені Арманом Борелем.

## Означення
Лінійна алгебрична група є за означенням, афінним алгебричним многовид G на якому задані два морфізми
{\displaystyle \mu :G\times G\to G,i:G\to G}
що задовольняють звичні аксіоми групи.
Гомоморфізм груп (як абстрактних груп), що є також морфізмом алгебричних многовидів, називається гомоморфізмом алгебричних груп. Підгрупа (у розумінні абстрактної теорії груп) лінійної алгебричної групи, що є також замкнутою множиною у топології Зариського має структуру лінійної алгебричної групи і називається підгрупою лінійної алгебричної групи.
Багато базових понять абстрактної теорії груп можна ввести також і для лінійних алгебричних груп. Наприклад, нормалізатор, центр, і централізатор замкнутої підгрупи H деякої лінійної алгебричної групи G є також замкнутими і тому лінійними алгебричними групами.
Еквівалентно означення лінійної алгебричної групи можна дати за допомогою структури алгебри Гопфа (тобто алгебр із додатковою узгодженою коалгебричною структурою) на координатній алгебрі {\displaystyle A=k[G]}. Групові операції, як морфізми афінних многовидів тоді визначають на координатній алгебрі операції {\displaystyle \Delta :A\mapsto A\otimes _{k}A} і {\displaystyle i:A\mapsto A}, а одиничний елемент задає гомоморфізм {\displaystyle e:A\mapsto k}.
Задані таким чином відображення задовольняють властивості комноження, антипода і коодиниці і разом з операціями у алгебрі {\displaystyle A=k[G]} утворюють структуру алгебри Гопфа на {\displaystyle k[G]}. Навпаки якщо на деякій скінченнопородженій цілісній редукованій алгебрі над полем задана структура алгебри Гопфа, то розглядаючи відповідний афінний многовид морфізми, що відповідають комноженню і антиподу і елемент, що відповідає коодиниці будуть множенням, обертанням і одиницею групи. Відповідно многовид буде лінійною алгебричною групою.
Іншими словами функтор {\displaystyle G\mapsto k[G]}, що ставить у відповідність лінійній алгебричній групі її координатну алгебру задає еквівалентність категорій лінійних алгебричних груп і алгебр Гопфа.

## Приклади
- Група {\displaystyle \mathbb {G} _{m}=GL_{1}} називається мультиплікативною групою. Алгеброю Гопфа мультиплікативної групи {\displaystyle \mathbf {G} _{m}} є {\displaystyle k[X,X^{-1}]} з комноженням заданим як {\displaystyle X\mapsto X\otimes X}, антиподом {\displaystyle X\mapsto X^{-1}} і коодиницею {\displaystyle X\mapsto 1}.
- Група {\displaystyle \mathbb {G} _{a}} елементів k (з операцією додавання), що називається адитивною групою може також бути записана як матрична група, елементами якої є матриці виду:

{\displaystyle {\begin{bmatrix}1&x\\0&1\end{bmatrix}}.}
Алгеброю Гопфа адитивної групи {\displaystyle \mathbf {G} _{m}} є {\displaystyle k[X]} з комноженням заданим як {\displaystyle X\mapsto X\otimes 1+1\otimes X}, антиподом {\displaystyle X\mapsto -X} і коодиницею {\displaystyle X\mapsto 0}.
- Загальна лінійна група {\displaystyle GL_{n}(k)}, що складається з оборотних квадратних матриць розмірності n над полем k є лінійною алгебричною групою. Вона є афінним многовидом оскільки множина {\displaystyle GL_{n}} є головною відкритою множиною, що є доповненням замкнутої множини {\displaystyle V(\det(X))} і згідно теорії алгебричних многовидів головні відкриті множини є афінними многовидами. Множення матриць є поліноміальною операцією від елементів матриць і обернена матриця є поліноміальною операцією від елементів матриць і {\displaystyle {\frac {1}{\det(X)}}}. Тому і множення матриць і обертання матриці є морфізмами афінних многовидів.

Координатна алгебра цієї групи рівна {\displaystyle A=k[GL_{n}]=k[X_{ij},(\det(X))^{-1}]}, де {\displaystyle X_{ij}} — координатні функції на матриці. Комноження задається на базисних елементах як {\displaystyle \Delta (X_{ij})=\sum _{h=1}^{n}X_{ih}\otimes X_{hj}}, а значенням антипода {\displaystyle i(X_{ij})} - {\displaystyle (i,j)} — елемент матриці {\displaystyle X^{-1}}. Коодиниця на базисних елементах задається як {\displaystyle e(X_{ij})=\sigma _{ij}}.
- Будь-які замкнуті (в топології Зариського) підгрупи загальної лінійної групи є лінійними алгебричним (і навпаки всі лінійні алгебричні групи мають такий вид). Важливими прикладами є зокрема скінченні групи, невироджені діагональні матриці {\displaystyle D_{n}(k)}, спеціальні лінійні групи {\displaystyle SL_{n}(k)}, ортогональні групи {\displaystyle O_{n}(k)}, спеціальні ортогональні групи {\displaystyle SO_{n}(k)}, симплектичні групи {\displaystyle Sp_{n}(k)}, верхні трикутні матриці {\displaystyle T_{n}(k)} і уніпотентні верхні трикутні матриці {\displaystyle U_{n}(k)}, тобто матриці виду

{\displaystyle \left({\begin{array}{cccc}1&*&\dots *\\0&1&\ddots &*\\\dots &\ddots &\ddots &*\\0&\dots &0&1\end{array}}\right)}.

## Основні властивості
- Для будь-якої алгебричної групи G, що є афінним многовидом з узгодженою структурою існує точне лінійне представлення V, що також є морфізмом многовидів, тобто, G є замкнутою підгрупою {\displaystyle GL_{n}(k)}. Таким чином два можливих означення цих груп, як афінних многовидів і замкнутих (в топології Зариського) підгруп загальної лінійної групи є еквівалентними.
- Лінійна алгебрична група є незвідною тоді і тільки тоді коли вона є зв'язаною.
- У лінійній алгебричній групі G існує єдина компонента одиниці {\displaystyle G^{\circ }}, тобто компонента зв'язності що містить одиничний елемент алгебричної групи G. {\displaystyle G^{\circ }} є нормальною підгрупою скінченного індексу. Будь-яка замкнута підгрупа скінченного індексу групи {\displaystyle G}  містить компоненту одиниці.
- Ядро гомоморфізму лінійних алгебричних груп є замкнутою нормальною підгрупою. Образ гомоморфізму є замкнутою підгрупою. Образ компоненти одиниці при гомоморфізмі лінійних груп буде рівним компоненті одиниці образу гомоморфізму.
- Нехай {\displaystyle G} — лінійна алгебрична група і {\displaystyle (G_{i})_{i\in I}} — множина її замкнутих зв'язаних підгруп. Тоді підгрупа {\displaystyle H} породжена цією множиною підгруп буде замкнутою і зв'язаною і існує така скінченна підмножина з цих підгруп (позначимо їх {\displaystyle G_{1},\ldots ,G_{n}}) що {\displaystyle H=G_{1}G_{2}\cdot \ldots \cdot G_{n}}.
- Нехай {\displaystyle G} — лінійна алгебрична група і {\displaystyle \rho } — її представлення як підгрупи {\displaystyle GL_{n}(k)}. Тоді для кожного елемента {\displaystyle g\in G} існують єдині елементи {\displaystyle g_{s}\in G} і {\displaystyle g_{u}\in G} такі, що {\displaystyle g=g_{u}g_{s}=g_{s}g_{u}} і також {\displaystyle \rho (g_{s})=\rho (g)_{s}\;\rho (g_{u})=\rho (g)_{u}},  де {\displaystyle \rho (g)_{s},\rho (g)_{u}} позначають напівпросту і уніпотентну компоненти розкладу Жордана — Шевальє відповідних ендоморфізмів. До того ж елементи {\displaystyle g_{s},g_{u}} не залежать від вибору {\displaystyle \rho } і якщо {\displaystyle \varphi :G\to G'} — гомоморфізм лінійних алгебричних груп то також {\displaystyle \varphi (g_{s})=\varphi (g)_{s}\;\varphi (g_{u})=\varphi (g)_{u}}. Елементи {\displaystyle g_{s},g_{u}} називаються напівпростою і уніпотентною частинами елемента групи. Елементи групи називаються напівпростими і унівалентними, якщо вони рівні, відповідно, своїй напівпростій і унівалентній частині. Якщо {\displaystyle G=GL_{n}(k)}, то {\displaystyle g_{s},g_{u}} є напівпростою і уніпотентною компонентами розкладу Жордана — Шевальє.

## Алгебра Лі групиG
Алгебра Лі {\displaystyle {\mathfrak {g}}} алгебричної групи G може бути описана кількома еквівалентними способами: як дотичний простір {\displaystyle T_{e}(G)} в одиничному елементі або як простір лівоінваріантних диференціювань, тобто, диференціювань {\displaystyle \partial :k[G]\to k[G]} координатного кільця G для яких
{\displaystyle \partial \lambda _{x}=\lambda _{x}\partial ,}
де {\displaystyle \lambda _{x}:k[G]\to k[G]} є лівим множенням для елемента {\displaystyle x\in G}.
Для фіксованого {\displaystyle x\in G} диференціювання спряження {\displaystyle \mu :G\to G,g\mapsto xgx^{-1}} називається приєднаним представленням:
{\displaystyle Ad:G\to \operatorname {Aut} ({\mathfrak {g}}).}
Зв'язок між алгебричною групою G і її алгеброю Лі k є особливо тісним для полів характеристики нуль.
У цьому випадку замкнута зв'язана підгрупа H лінійної алгебричної групи G однозначно визначається своєю підалгеброю Лі {\displaystyle {\mathfrak {h}}\subset {\mathfrak {g}}}.
Натомість не кожна підалгебра Лі відповідає якійсь лінійній алгебричній групі. Наприклад у випадку загальної лінійної групи порядку n у алгебрично замкнутому полі її алгеброю Лі є алгебра усіх ендоморфізмів n-вимірного векторного простору (чи еквівалентно усіх квадратних матриць порядку n). При цих умовах підалгебра Лі буде алгебричною (тобто алгеброю Лі деякої лінійної алгебричної групи) тоді і тільки тоді коли разом з елементом {\displaystyle v} цій алгебрі також належать елементи {\displaystyle v_{s}} і {\displaystyle v_{n}} (де {\displaystyle v_{s},v_{n}} - напівпроста і нільпотентна компоненти адитивного розкладу Жордана — Шевальє) і якщо діагоналізація напівпростого ендоморфізму має вигляд {\displaystyle v_{s}=diag(s_{1},\ldots ,s_{m})} то алгебрі також належать усі ендоморфізми виду {\displaystyle diag(\Phi (s_{1}),\ldots ,\Phi (s_{m}))}, де {\displaystyle \Phi } — деяке {\displaystyle \mathbb {Q} }-лінійне відображення базового поля k.
У випадку полів додатної характеристики різним зв'язаним підгрупам може відповідати одна алгебра Лі.

## Основні типи груп і підгруп і класифікація

### Тори і діагоналізовні групи
Група що є ізоморфною {\displaystyle \mathbf {G} _{m}^{n}}, (добутку n копій мультиплікативної групи, називається алгебричним тором. Зокрема, група {\displaystyle D_{n}} діагональних матриць розмірності n є тором.
Для лінійної алгебричної групи {\displaystyle G} підгрупа називається максимальним тором, якщо вона є алгебричним тором і не є власною підмножиною жодного іншого тора. Наприклад підгрупа діагональних матриць {\displaystyle D_{n}} є максимальним тором групи усіх невироджених матриць розмірності n. Усі максимальні тори є спряженими підгрупами. Розмірність максимальних торів називається рангом алгебричної групи.
Алгебричні групи що є ізоморфними замкнутій підгрупі {\displaystyle D_{n}} називаються діагоналізовними.
Ці групи визначаються своїми характерами , тобто, гомоморфізмами алгебричних груп
{\displaystyle \chi :G\to \mathbf {G} _{m}.}
Множина таких характерів {\displaystyle X(G)}  є абелевою групою для будь-якої G. Зіставлення
{\displaystyle G\mapsto X(G)}
задає еквівалентність категорій діагоналізовних алгебричних груп і абстрактних абелевих групи без p-кручення, де p є характеристикою поля k.
Для будь-якої (не обов'язково діагоналізовної) G, група {\displaystyle Y(G):=\operatorname {Hom} (\mathbf {G} _{m},G)} кохарактерів є двоїстою групі {\displaystyle X(G)} характерів.
Діагоналізовна група є прямим добутком тора і скінченної абелевої групи порядок якої є числом взаємно простим із характеристикою основного поля. При цьому вона є тором тоді і тільки тоді коли вона є зв'язаною.

### Розв'язні групи і підгрупи Бореля
Лінійна алгебрична група називається розв'язною, якщо вона є розв'язною як абстрактна група. Згідно теореми Лі — Колчина будь-яка зв'язна розв'язна група (якщо її розглядати як замкнуту підгрупу загальної лінійної групи) є спряженою деякій підгрупі {\displaystyle T_{n}(k)}.
Згідно теорема Бореля про фіксовану точку зв'язана розв'язна група G що діє на непустому повному алгебричному многовиді X має точку x що фіксується усіма {\displaystyle g\in G}.
Важливими для вивчення і класифікації лінійних алгебричних груп є підгрупи Бореля, тобто, максимальні зв'язні нормальні розв'язні підгрупи. Наприклад, підгрупою Бореля групи {\displaystyle GL_{n}(k)} є підгрупа {\displaystyle T_{n}(k)} верхніх трикутних матриць (для яких всі елементи нижче діагоналі є рівними нулю). 
Підгрупи Бореля B G дозволяють звести деякі питання про алгебричні групи до розв'язних груп. Наприклад, будь-який тор T міститься в деякій підгрупі Бореля B. Кожен елемент групи теж належить деякій підгрупі Бореля.
Для підгрупи H групи G, на фактор-просторі G/H можна ввести структуру алгебричного многовида. Підгрупи Бореля є мінімальними серед підгруп для яких цей фактор-простір є проєктивним многовидом, тобто, ізоморфним замкнутій множині в деякому {\displaystyle \mathbb {P} _{k}^{n}}.
Підгрупи G що містять підгрупу Бореля називаються параболічними. Наприклад, параболічними підгрупами групи {\displaystyle GL_{3}(k)} що містять підгрупу Бореля {\displaystyle T_{3}(k)} є
{\displaystyle \left\{{\begin{bmatrix}*&*&*\\0&*&*\\0&*&*\end{bmatrix}}\right\}} і {\displaystyle \left\{{\begin{bmatrix}*&*&*\\*&*&*\\0&0&*\end{bmatrix}}\right\}.}

### Уніпотентні групи
Ще одним важливим прикладом є підгрупа {\displaystyle U_{n}(k)\subset T_{n}(k)} де усі діагональні елементи є рівними 1. Матриці A у цій групі є уніпотентними, тобто, {\displaystyle A-{\text{id}}} є нільпотентними. Група {\displaystyle T_{n}(k)} є напівпрямим добутком груп {\displaystyle U_{n}} і {\displaystyle D_{n}}. Більш загально, будь-яка зв'язна розв'язна група G є напівпрямим добутком
{\displaystyle G=T\ltimes G_{u}}
де T — максимальний тор  і {\displaystyle G_{u}} — підгрупа уніпотентних елементів.

### Напівпроста і редуктивна групи
Радикалом R(G) лінійної алгебричної групи G називається максимальна зв'язна розв'язна підгрупа G. Пов'язаним є поняття уніпотентного радикалу {\displaystyle R_{u}(G)} що складається з уніпотентних елементів {\displaystyle R(G)}.
Якщо підгрупа {\displaystyle R(G)} (відповідно {\displaystyle R_{u}(G)}) є тривіальною, то G називається напівпростою (відповідно редуктивною). Наприклад, радикал {\displaystyle GL_{n}(k)} є рівним центру (що є ізоморфним {\displaystyle G_{m}}) і не містить уніпотентних елементів за винятком 1, тож {\displaystyle GL_{n}} є редуктивною групою. Подібним чином доводиться, що {\displaystyle SL_{n}(k)} є напівпростою групою.

### Класифікація лінійних алгебричних груп
Класифікація лінійних алгебричних груп в основному зводиться до класифікації для двох типів лінійних алгебричних груп: напівпростих і розв'язних.
Фундаментальним результатом є класифікація Клодом Шевальє напівпростих (і, більш загально, редуктивних) лінійних алгебричних груп над алгебрично замкнутими полями довільної характеристики. Ця класифікація аналогічна класифікації Картана — Кіллінга комплексних напівпростих груп Лі.
Класифікація Шевальє ґрунтується на тому, що для напівпростих алгебричних груп будуються аналоги елементів теорії Картана — Кіллінга — підгрупа Картана (що за означенням рівна централізатору максимального тора), корені і т. д. Важливу роль при цьому відіграють підгрупи Бореля і максимальні алгебричні тори.
Нехай {\displaystyle G} — напівпроста лінійна алгебрична група, {\displaystyle T} — її максимальний тор, {\displaystyle N_{G}(T)} — нормалізатор {\displaystyle T} у {\displaystyle G}, {\displaystyle W=N_{G}(T)/T} — група Вейля групи {\displaystyle G}. Тор T міститься лише в скінченній кількості підгруп Бореля групи {\displaystyle G}, які транзитивно переставляються спряженням елементами з {\displaystyle N_{G}(T)}. За допомогою підгруп Бореля, що містять {\displaystyle T}, будуються мономорфізми адитивної групи поля в підгрупи Бореля (що містять {\displaystyle T}), які відіграють роль коренів. За допомогою техніки розкладів Брюа доводиться, що зазначена система структурних елементів допускає повну класифікацію і визначає групу {\displaystyle G} з точністю до ізоморфізму. Остаточна класифікація напівпростих груп не залежить від характеристики основного поля і тому збігається з класифікацією комплексних напівпростих алгебричних груп.

## Теорія для загальних полів
Теорія лінійних алгебричних груп над полем k, що не є алгебрично замкнутим є складнішою, ніж у випадку алгебрично замкнутого.
Наприклад, у цьому випадку є важливі відмінності між k-розкладними торами (що є ізоморфними {\displaystyle G_{m}} над полем k) і торами, що не розкладаються. Останні розкладаються після переходу до скінченного розширення поля k.
Якщо у групі немає максимальних торів, що розкладаються, важливим є дослідження k-розкладних торів і максимальних елементів серед них. У разі довільного поля k максимальні k-розкладні тори відіграють роль, аналогічну ролі максимальних алгебричних торів в групі G над алгебрично замкнутим полем. Максимальні k-розкладні тори в {\displaystyle G} є спряженими. Якщо у групі є розщеплений тор розмірності принаймні 1 то група називається ізотропною. В іншому випадку вона називається анізотропною.  k-ізотропність для напівпростої групи G еквівалентна тому, що група G має неодиничні  уніпотентні елементи.
Роль підгрупи Бореля в разі довільного поля до відіграє мінімальна параболічна k-підгрупа, тобто мінімальна k-визначена підгрупа G, що містить підгрупу Бореля. Природно означається коренева система щодо максимального k-розкладного тора в G і відповідна група Вейля. 
Якщо група {\displaystyle G} має k-розкладний максимальний тор, то ці структурні елементи не залежать від поля k і визначають такі групи з точністю до k-ізоморфізмів. Групи, які мають k-розкладні максимальні тори, називаються k-розкладними, або групами Шевальє.

## Застосування

### Дія групи і геометрична теорія інваріантів
В алгебричній геометрії часто важливою є дія лінійної алгебричної групи на алгебричному многовиді
{\displaystyle G\times X\to X.}
Такі дії на практиці часто виникають коли G є деякою групою автоморфізмів; Наприклад {\displaystyle GL_{n}} є групою усіх автоморфізмів n-вимірного векторного простору, а ортогональна група, групою автоморфізмів, що не змінюють скалярний добуток.
Якщо G є уніпотентною і X афінним многовидом, то кожна G-орбіта {\displaystyle Gx} є замкнутою.
Об'єктом геометричної теорії інваріантів є вивчення фактор-простору
{\displaystyle G\backslash X}
G-дії на X. Загалом цей фактор-простір може не бути алгебричним многовидом оскільки кільце (для афінного многовида X)
{\displaystyle (k[X])^{G}}
G-інваріантних функцій на X може не бути скінченнопородженим. Згідно теореми Габуша проте це кільце є скінченнопородженим якщо G є редуктивною групою; зокрема це справедливо для групи {\displaystyle G=GL_{n}}, що було доведено Гільбертом.